# Аргаяшский башкирский народный театр
Аргаяшский башкирский народный театр (баш. Арғаяш башҡорт халыҡ театры) — башкирский народный театр, расположенный в селе Аргаяш Аргаяшского района Челябинской области. Является единственным башкирским театром, действующий за пределами Республики Башкортостан.

## История
Театр основан в 1989 году как башкирский драматический кружок. Первой постановкой народного театра является «Туй бүләге» («Свадебный подарок») С. Ш. Поварисова.
В 1991 году театру присвоено современное наименование и звание «народный».
В 1992 году принимал участие в Днях культуры Челябинской области в Республике Башкортостан.
В 1994 году в городе Нефтекамске участвовал в фестивале молодых театров Большого Урала «Театральная весна».
В 2019 году театр отметил свой 30-летний юбилей.

## Репертуар
В 1989—2010 гг. в театре поставлено более 17 спектаклей и около 70 инсценировок:
- «Ай тотолган тондэ» и «Ҡыҙ урлау» («Похищение девушки») М. Карима;
- «Башмагым» Х. К. Ибрагимова;
- «Көнләш, Америка, көнләш!» («Завидуй, Америка, завидуй!») С. Я. Латыпова;
- «Ҡарлуғас» («Карлугас») и «Салауат» («Салават») Б. Бикбая;
- «Ҡыр ҡаҙҙары» («Дикие гуси») Р. А. Сафина;
- «Ул ҡайтты» («Он вернулся») А. К. Атнабаева;
- «Башҡорт туйы» («Башкирская свадьба») М. А. Бурангулова;
- «Тау артында тал илай» («Плачет ива за горой») В. Жеребцова;
- «Слуга двух господ» К. Гольдони[4] и др.

## Состав
В составе коллектива народного театра в разное время выступали: Л. К. Аминова, Ф. Ф. Зульфитдинова, М. Ф. Курбангалина,  С.Р. Кучугулова, Р. А. Нафиков, Х. В. Фазуллин, В. Г. Хадеева, А. Х. и А. А. Халиковы, М. А. Шайхисламов, Ф. Х. Шафикова и другие.
Постановки и музыкальное оформление спектаклей осуществлены первым художественным руководителем театра С. М. Султановой и художником-постановщиком Ф. Ф. Зульфитдиновой.

## Награды
- Диплом первой степени I Всероссийского фестиваля сельских театров «Театральные встречи в провинции» (г. Иваново, 2008)[1].